# Trachypithecus popa
Trachypithecus popa (лат.) — вид приматов из семейства мартышковых. Встречается исключительно в Мьянме. Он был назван в честь горы Поупа, где обитает популяция из 100 обезьян. Считается, что вид находится под угрозой исчезновения, в дикой природе осталось от 200 до 250 особей в четырёх стаях. Впервые запечатлеть лангура на видео удалось в 2018 году.

## Описание
Тёмно-коричневая или серо-коричневая спина, белый живот и чёрные руки и ноги. У него характерные белые кольца вокруг глаз, а также на морде. Они весят около 8 кг.